# Isópteros
Isópteros (Isoptera) é uma subordem a qual engloba os cupins, que são insetos eussociais (baratas sociais). São denominados termites ou cupins (no Brasil), térmite, térmita ou formiga-branca (em Portugal), salalé (em Angola) e muchém (em Moçambique). Com cerca de 2 800 espécies catalogadas no mundo, esses insetos são notórios pelos prejuízos econômicos que causam como pragas de madeira e de outros materiais celulósicos, ou ainda como pragas agrícolas, apesar de apenas cerca de 10% das espécies conhecidas de cupim possuir estas características.
Em número de espécies, a subordem Isoptera deve ser considerada intermediária entre os insetos; já em termos de biomassa e abundância, os cupins apresentam enorme significância e podem ser comparados às formigas, minhocas, mamíferos herbívoros das savanas africanas ou seres humanos, por exemplo, e estão entre os mais abundantes invertebrados de solo de ecossistemas tropicais. Esta grande abundância dos cupins nos ecossistemas, aliada à existência de diferentes simbiontes, confere, a estes insetos, a possibilidade de desempenhar papéis como o de "super decompositores" e auxiliares no balanço carbono-nitrogênio (Higashi & Abe, 1997).

## Etimologia
"Cupim" originou-se do termo tupi kopi'i. Outro nome usado no Brasil, "itapicuim", originou-se da junção dos termos tupis i'tá ("pedra") e piku'i ("o tenro de dentro"). "Térmite" origina-se do termo latino tarmite, "verme".

## Distribuição geográfica
A maioria das espécies de cupins vive nas regiões tropicais e subtropicais, com algumas poucas se estendendo até latitudes mais elevadas, raramente além de 40o norte ou sul. Mais espécies de cupins podem ser encontradas num único hectare de floresta tropical ou de savana do que em toda a América do Norte e Europa juntas. Cupins podem chegar facilmente ao nono andar de um prédio.

## Taxonomia

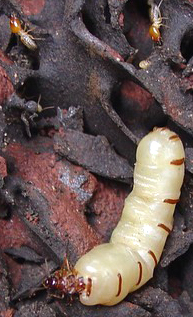
Rainha

Cupim operário (filmado por microscópio USB)

Os cupins são insetos hemimetábolos, com metamorfose gradual, aparelho bucal mastigador e ortopteroides. Muito vinha sendo discutido a respeito das relações internas dentro de Dictyoptera, inclusive se a ordem Isoptera deveria ou não continuar sendo utilizada, já que um gênero de baratas que vivem em madeira (Cryptocercus) é filogeneticamente mais próximo dos cupins do que das demais baratas. Desta forma, as baratas seriam um grupo parafilético, mas também poder-se considerar os cupins como uma epifamília (denominada Termitoidae) dentro de Blattaria: Blattaria = outras baratas + (Cryptocercus + Termitoidae).
A classificação mais recente divide a Subordem Isoptera em onze famílias:
- Cratomastotermitidae faz parte de um grupo fóssil (em âmbar) encontrado no Brasil, com claras características morfológicas de proximidade com as baratas-da-madeira.
- Mastotermitidae possui atualmente um único representante vivo, na Austrália (Mastotermes darwiniensis); ainda guarda várias características em comum com as baratas-da-madeira, inclusive a simbiose com as Blattabacterium spp; esta simbiose é posteriormente perdida pelos grupos posteriores de cupins.

Abaixo começa o clado EUISOPTERA:
- Termopsidae
- Hodotermitidae
- Archotermopsidae
- Stolotermitidae

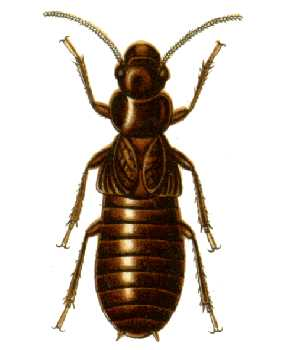
Mastotermes darwiniensis

- Kalotermitidae são capazes de viver em madeira seca sem contato com o solo e nunca constroem ninhos.

Abaixo começa os NEOISOPTERA:
- Stylotermitidae
- Os Rhinotermitidae são, na maioria, subterrâneos e se alimentam de madeira. Alguns deles são pragas importantes.
- A família Serritermitidae, até recentemente, era constituída de uma única espécie: Serritermes serrifer, que ocorre apenas no Brasil. Novas evidências, no entanto, indicam que Glossotermes oculatus, espécie da Amazônia previamente incluída em Rhinotermitidae, também pertence a Serritermitidae.

Acima estão as famílias que compreendem os "cupins inferiores", que apresentam protozoários simbiontes do Filo Metamonada; essa "classificação" tem carácter parafilético.
- Termitidae é bastante diversificada, e compreende cerca de 85% das espécies de cupins conhecidas do Brasil e mais de 70% das espécies de cupins no mundo; são os chamados "cupins superiores"; diferentes de todas as outras famílias, não possuem os flagelados simbiontes[16] e tudo indica que também produzem celulase em quantidades maiores que as outras famílias.[17] Dentre os Termitidae, alguns são comedores de madeira, de folhas, de húmus, e também cultivadores de fungo (e que não ocorrem no Brasil); muitos constroem ninhos grandes e complexos.

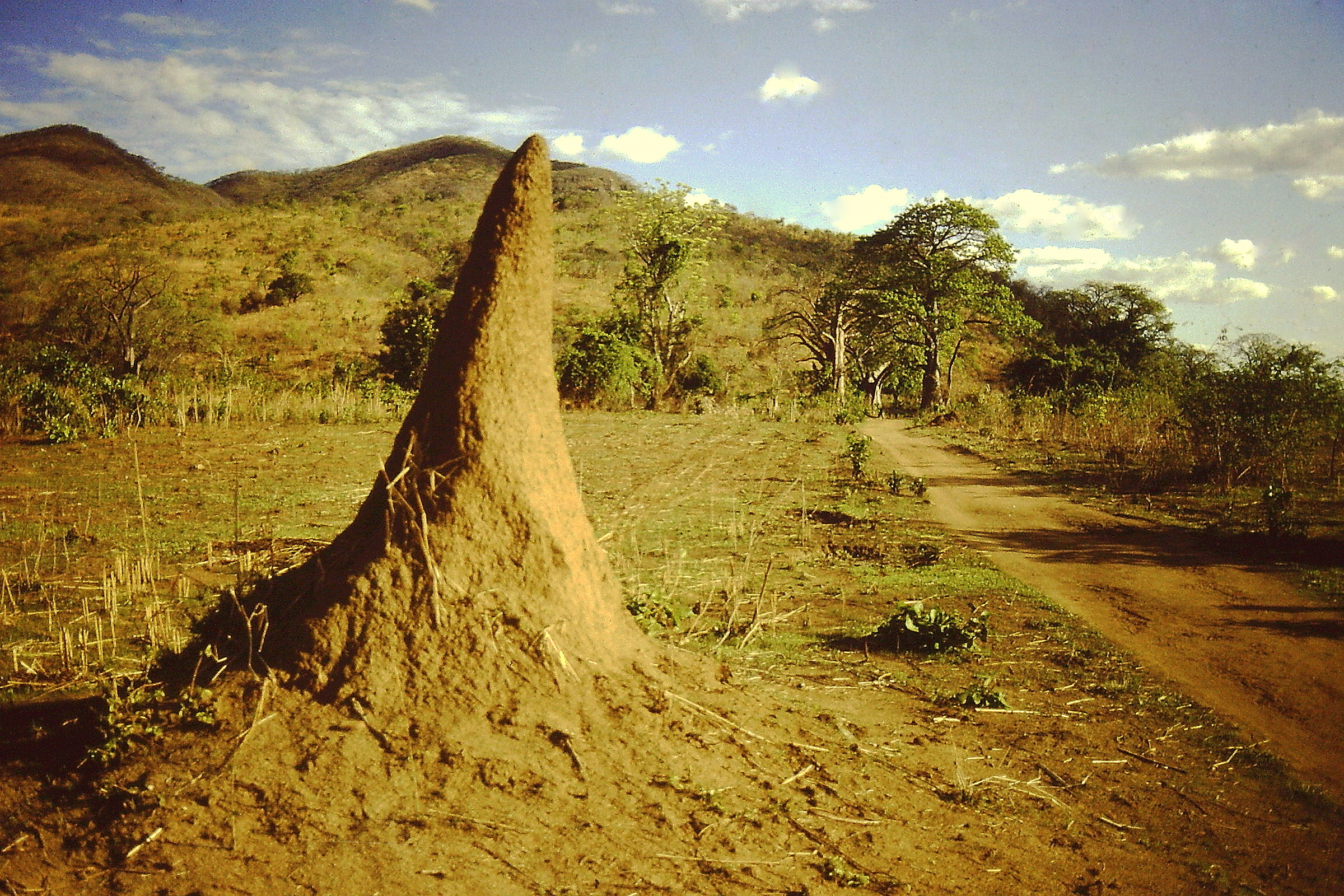
Termiteiro em Chiuanga, na beira moçambicana do lago Niassa

Os ninhos, em muitas espécies, constituem os chamados cupinzeiros ou termiteiros. São montes de forma aproximadamente cilíndrica que podem atingir até nove metros de altura. São feitos de uma pasta de terra, fragmentos de madeira, excrementos e saliva produzida pelas próprias térmitas.
Para se deslocarem à superfície protegendo-se dos seus predadores (formigas, aves, etc.) e evitar a luz do sol, constroem, com grande rapidez, túneis em que usam o mesmo tipo de pasta.
No Brasil, são encontradas apenas as famílias: Kalotermitidae, Rhinotermitidae, Serritermitidae e Termitidae.

## Simbiose

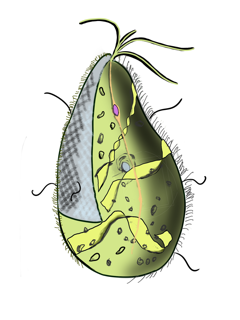
Mixotricha paradoxa, simbionte do Mastotermes darwiniensis

Como acima mencionado, a família de cupins Mastotermitidae e a família de baratas-da-madeira Cryptocercidae possuem em comum a simbiose com as Blattabacterium spp, que é comum à todas as baratas (com exceção de um único gênero). Essa bactéria fabrica aminoácidos a partir de dejetos nitrogenados do hospedeiro. Por conta dessa importante relação com simbiontes, que se inicia nas baratas e toma rumos surpreendentes na história evolutiva dos cupins, alguns pesquisadores defendem que essa relação simbiótica foi fundamental para grandes eventos na evolução de Isoptera.
Além das Blattabacterium, os cupins (com a única exceção dos Termitidae) possuem simbiose com flagelados do Filo Metamonada, mais especificamente dos clados Oxymonadida, Cristamonadea e Trichonymphea. Pesquisadores sugerem que essa relação simbiótica foi a origem da eussociabilidade dos cupins; uma vez que eles perdem os flagelados quando realizam ecdise, apenas por realizarem trofalaxia é que os recuperam, sendo assim necessário que o obtivessem de terceiros.
Essa relação simbiótica permitiu aos especialistas produzirem co-cladogramas dos seres simbiontes (sejam as bactérias, sejam os flagelados) que são por vezes idênticas aos cladogramas dos próprios hospedeiros.

## Colônia

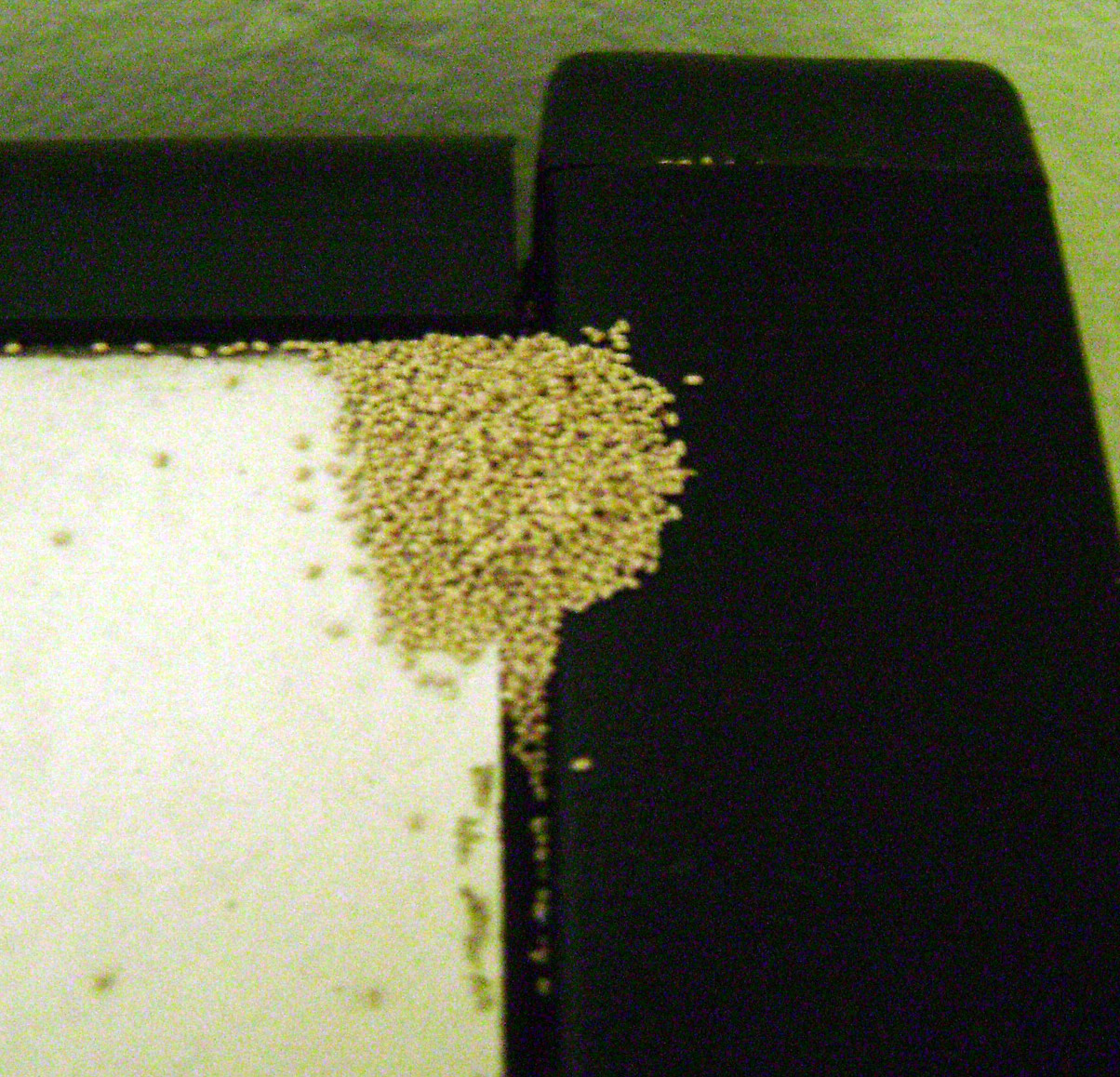
Dejeto de cupim ao canto de uma mesa de madeira

Todos os cupins são eussociais, possuindo castas estéreis (soldados e operários). Uma colônia típica é constituída de um casal reprodutor, rei e rainha, que se ocupa apenas de produzir ovos; de inúmeros operários, que executam todo o trabalho e alimentam as outras castas; e de soldados, que são responsáveis pela defesa da colônia.
Existem também reprodutores secundários (neotênicos, formados a partir de ninfas cujos órgãos sexuais amadurecem sem que o desenvolvimento geral se complete), que podem substituir rei e rainha quando esses morrem, e que, às vezes, ocorrem em grande número numa mesma colônia. Os membros da família Kalotermitidae não possuem operários verdadeiros, sendo esse papel desempenhado por ninfas (pseudo-operários ou "pseudergates") que retêm a capacidade de se transformar em alados ou soldados.
Existem também cupins desprovidos de soldados, como é o caso de todos os representantes neotropicais da subfamília Apicotermitinae. Alguns cupins possuem dois ou três tipos de soldados, sempre de tamanhos diferentes, e às vezes morfologicamente tão distintos que poderiam passar por espécies diferentes.
A dispersão e fundação de novas colônias geralmente ocorre num determinado período do ano, coincidindo com o início da estação chuvosa. Nessa época, ocorrem as revoadas de cupins alados (chamados popularmente de aleluias, ararás (do tupi ara'ra: 'espécie de formiga'), cupins, sililuias, siriruias ou siriris), dos quais alguns poucos conseguem se acasalar e fundar uma nova colônia.
As espécies mais conhecidas de colônias são aquelas que formam aglomerados de terra, conhecidas no Brasil como cupinzeiros, são extremamente nocivos para imóveis e materiais feitos em madeiras, porém as colônias mais comuns no meio urbano são as dos chamados cupins de madeira seca, que se instalam dentro de móveis e peças de madeira, sem criar estruturas externas, por isso podem passar anos despercebidos.

## Cupins como alimento dos nativos das Américas
Os cupins, assim como outros invertebrados serviam como fonte de alimento para os ameríndios.
Indígenas do noroeste amazônico incluiam em suas dietas os cupins. Os cupins também eram adicionados aos seus alimentos e desempenham o papel de sal, uma vez que apresentam sabor salgado. Os índios Desâna e outras etnias, das margens do rio Uaupés e seus afluentes, coletavam os insetos enfiando um funil feito de folha de bananeira-brava (Heliconia spp.) no orifício do cupinzeiro. Muito apreciados eram uns cupins amarelos que eram comidos vivos ou assados após saírem dos buracos em dias de chuva. Outro tipo, sem asas, era ingerido de maneira semelhante.
Os índios Enawenê-nawê, do Mato Grosso, consumiam o cupim subterrâneo do gênero Syntermes após colocá-lo em recipiente com água e depois removendo-o e o aquecendo levemente sobre um prato de cerâmica levado ao fogo. A coleta era feita introduzindo vareta fina nas galerias e olheiros. Os insetos ferroavam a vareta e nela ficavam presos. Para coletar cupins do gênero Nasutitermes que constroem ninhos em troncos de árvores, primeiro era feita a identificação da espécie para saber se era comestível. Para isto, quebravam pequena porção de um dos túneis que saiam do ninho e se dirigiam para outras partes da árvore. A seguir esfregava o dedo na secção quebrada e, pelo odor, sabia se o inseto podia ser comido. Em caso positivo era feito andaime ao longo do tronco até atingir o ninho. Este era quebradoado e as partes que caiam no chão eram esmigalhadasadas em tabuleiro de madeira. Adultos e pupas eram recolhidos em folhas de palmeiras colocadas abaixo do tabuleiro e nelas empacotados. Posteriormente era feito um espeto com os pacotes. O pacote era levado ao fogo e os insetos ficavam prontos para o consumo.
Os Maué do estado do Amazonas embrulhavam os cupins em folha de bananeira e os secavam no moquém para posterior ingestão. Índios do rio Negro apreciavam ao menos três espécies de cupins, por eles chamados de maniuara, exkó e buxtuá e que eram ingeridos crus ou assados.
Indígenas do Departamento de Vaupés, na Colômbia, também consumiam cupins.